# Ampondralava
Ampondralava is een plaats in Madagaskar gelegen in het district Ambilobe van de regio Diana. In 2001 telde de plaats bij de volkstelling 6418 inwoners.
In de plaats is basisonderwijs en voortgezet onderwijs voor jonge kinderen beschikbaar. 99% van de bevolking is landbouwer. Er wordt met name rijst en suikerriet verbouwd, maar katoen komt ook voor. 1% van de bevolking werkt in de dienstensector.